# 龍飛御天歌

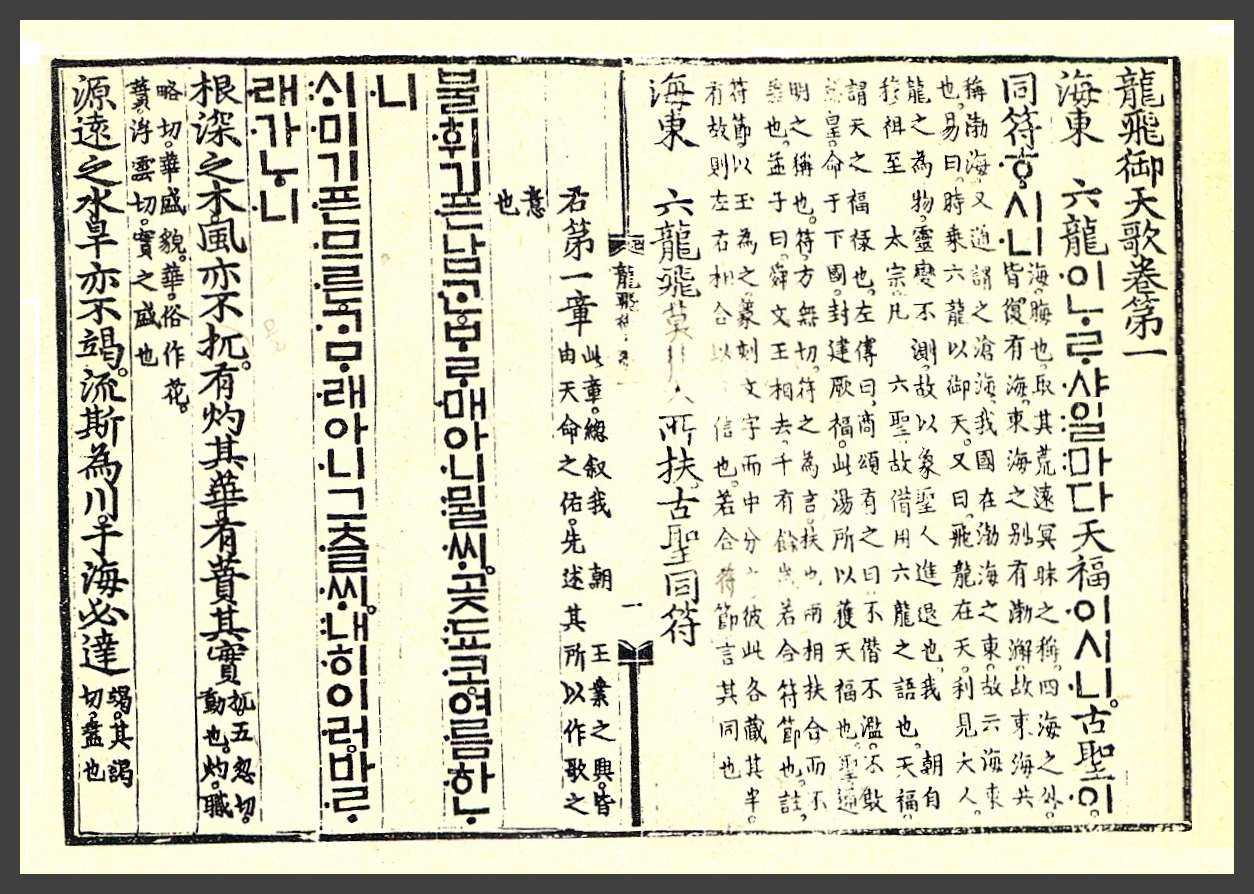
龍飛御天歌

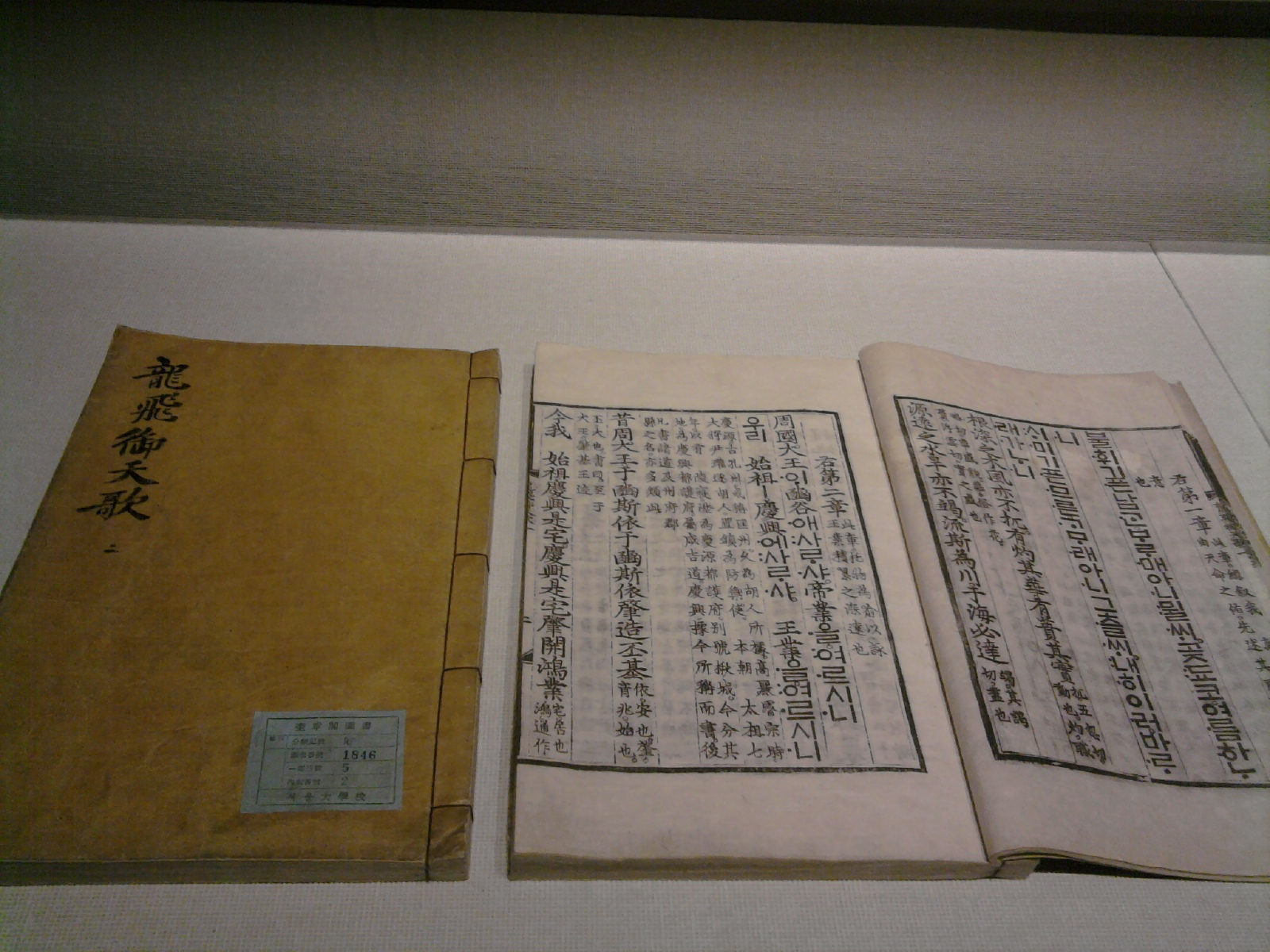
在博物館展示的龍飛御天歌

《龍飛御天歌》（：／）是朝鮮王朝訓民正音頒布後，第一首用諺文寫作的詩歌，成書於1445年（朝鮮世宗27年）至1447年（世宗29年）。
作者是鄭麟趾、安止、權踶、成三問、朴彭年。
內容為記錄朝鮮王朝的發展歷史，頌揚朝鮮穆祖、朝鮮翼祖、朝鮮度祖、朝鮮桓祖，以及太祖與太宗等「六龍」的業績。詩歌同時具有文學和史料價值，可據此考察朝鮮王朝、朝鮮民族及周邊民族，尤其是女真族的發展演變。

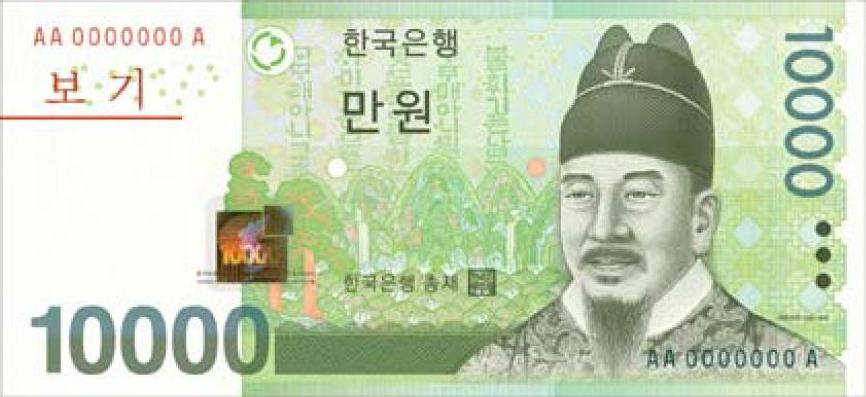
以《龙飞御天歌》为背景的一万韩圆纸币

韩国一万韩圆纸币上世宗头像以日月五峰图和《龙飞御天歌》为背景。